# Grand Prix de la ville de Pontedera
Le Grand Prix de la ville de Pontedera (en italien : Gran Premio Città di Pontedera) est une course cycliste italienne disputée à Pontedera, en Toscane. Créée en 2016, cette épreuve est organisée par l'US Juventus Lari. Elle fait partie du calendrier national de la Fédération cycliste italienne. 

## Palmarès
| Année | Vainqueur             | Deuxième          | Troisième           |
| ----- | --------------------- | ----------------- | ------------------- |
| 2016  | Matteo Natali         | Vincenzo Albanese | Emanuele Onesti     |
| 2017  | Daniel Savini         | Antonio Zullo     | Alessandro Pessot   |
| 2018  | Rasmus Byriel Iversen | Alessandro Covi   | Mattia Bais         |
| 2019  | Francesco Di Felice   | Klidi Jaku        | Manuel Allori       |
| 2020  | pas de course         | pas de course     | pas de course       |
| 2021  | Cristian Rocchetta    | Michele Gazzoli   | Filippo Baroncini   |
| 2022  | Nicola Venchiarutti   | Davide De Pretto  | Francesco Di Felice |
| 2023  | Matteo Baseggio       | Gianluca Cordioli | Giovanni Zordan     |
| 2024  | Francesco Galimberti  | Pietro Aimonetto  | Simone Buda         |
| 2025  | Leonardo Vesco        | Riccardo Lorello  | Edoardo Cipollini   |